# The Friend
The Friend (oorspronkelijk: The Friend of the Sovereignty and Bloemfontein Gazette, vanaf 1854: The Friend of the Free State and Bloemfontein Gazette) was een nieuwsblad dat van 1850 tot en met 1985 (met een kleine onderbreking in 1900) in de Oranje Vrijstaat en later in Zuid-Afrika werd uitgegeven. De krant verscheen in het Engels, maar was oorspronkelijk voor de helft Nederlandstalig.  
Tijdens de periode van de Oranje Vrijstaat heette de krant in de volksmond The Friend of De Vriend.

## Geschiedenis
The Friend of the Sovereignty and Bloemfontein Gazette werd opgericht door Richard Godlonton en werd op 10 juni 1850 voor het eerst uitgegeven toen het gebied wat later de Oranje Vrijstaat werd, nog de Oranjeriviersoevereiniteit heette. In 1854, toen de Oranje Vrijstaat onafhankelijk werd, veranderde de naam in The Friend of the Free State and Bloemfontein Gazette. Het Nederlands kreeg vanaf toen de overhand in de krant.
Vanaf 1855 ging de krant zich ook toeleggen op parlementaire verslaggeving. Er verschenen uitvoerige verhandelingen over de vergaderingen van de Volksraad van de Oranje Vrijstaat.
In 1865, tijdens de Tweede Basotho-oorlog, sneuvelde een correspondent (Wilhelm Hoevels) van The Friend tijdens een aanval van de Boeren op Thaba Bosiu. Een andere correspondent raakte gewond.
Vanaf 27 juli 1876 verschenen de eerste telegrammen in The Friend.
In de loop der tijd veranderde de krant regelmatig van politieke richting. In de beginjaren, toen Hendrik Antonie Lodewijk Hamelberg als verslaggever bij de The Friend werkte, was de krant nog sympathiek tegenover de Vrijstaatse regering. Later stelde het nieuwsmedium zich steeds kritischer op en werd het een Brits-gezinde krant.
Oorspronkelijk verschenen in de krant zowel Engelstalige als Nederlandstalige artikelen en advertenties. Die situatie duurde tot januari 1894, toen de redactie besloot de Nederlandstalige artikelen te schrappen, met als reden dat er door de uitgever (Barlow Bros & Co) een nieuwe Nederlandstalig nieuwsblad werd geïntroduceerd, De Burger. De redactie vond dat de belangen van de Nederlandse en Engelse lezer beter behartigd konden worden met ieder een eigen blad. De Burger werd echter geen succes en werd voor het laatst uitgeven op 29 december 1897.
Oorspronkelijk verscheen de krant één keer per week, maar vanaf 1896 werd The Friend een dagblad.
In de loop der tijd werd de The Friend steeds nadrukkelijker Brits-gezind, maar tijdens de Tweede Boerenoorlog koos de krant de kant van de Boeren.
Bloemfontein werd op 13 maart 1900 ingenomen door de Britten. Aanvankelijk bevalen de bezetters dat de uitgave van de Boersgezinde krant moest worden gestaakt, maar enkele weken later werd het nieuw leven ingeblazen door Lord Roberts. Onder meer Rudyard Kipling ging als oorlogsverslaggever voor de krant werken.
In 1902 werd de uitgave weer geregeld door Barlow en werd de krant hernoemd tot tot kortweg The Friend. De krant bleef ondanks beperkte oplage nog lange tijd bestaan en er werkten gerenommeerde journalisten. In 1985, na enkele verlieslatende jaren, werd de krant opgeheven.